# The Unknown War
The Unknown War (Russisch: "Великая Отечественная", de grote patriottische oorlog, or "Неизвестная война", de onbekende oorlog) is een Amerikaanse televisieserie uit 1978 over Rusland in de Tweede Wereldoorlog. In twintig afleveringen, gepresenteerd door Burt Lancaster, wordt telkens een fase van de oorlog bekeken. 
De serie werd gemaakt door Air Time International, in een format (48 minuten per aflevering) afgeleid van de meer bekende serie The World at War (1973). De Russen vonden dat The World at War te eenzijdig westers was en vooral het Britse en Amerikaanse standpunt liet zien, en dat het tijd was om het evenwicht te herstellen. De Russen stelden veel materiaal uit de eigen archieven ter beschikking (naar verluidt 3,5 miljoen strekkende voet aan film), waaronder materiaal dat nooit in het Westen gezien was.
De serie focust op het heldhaftige optreden van de Russische strijdmachten en het lijden van het Russische volk tegenover de arrogante, nietsontziende Duitsers die rücksichtlos historische gebouwen en steden platlegden. De serie biedt uitgebreide beelden van individuele Russische bevelhebbers, individuele Russische helden, en van groepen baboesjka’s die hun verliezen betreuren, alsook van ruïnes. Er is relatief weinig filmmateriaal van gevechtshandelingen, en wat er er wel is, is òf buitgemaakt op de Duitsers (die hun eigen troepen filmden) òf erg generiek zoals het afvuren van artillerie, bijvoorbeeld stalinorgels, of oprukkende T-34’s bereden door troepen.
De serie is niet bijzonder historisch nauwkeurig, zowel wat betreft de weergave van gebeurtenissen als wat betreft de keuze van beeldmateriaal (de Russische piloten die opstijgen om de Duitse invasie tegen te houden zouden dat gedaan hebben in Airacobra’s en Hurricanes, die uiteraard pas veel later geleverd werden). 
De serie is relatief omstreden. De oorspronkelijk geplande uitzending van de serie op Amerikaanse televisie (1978) werd na enkele afleveringen afgebroken toen de Russen Afghanistan binnenvielen. In 2011 is de serie op dvd uitgebracht voor de Amerikaanse markt: The Unknown War: WWII and the epic battles of the Russian front.